# Franco Cesarini
Franco Cesarini (* 18. April 1961 in Bellinzona, Tessin) ist ein Schweizer Komponist, Dirigent und Flötist.

## Leben
Cesarini studierte zunächst am Conservatorio Giuseppe Verdi in Mailand Klavier und Flöte. Diese Studien setzte er später am Konservatorium Basel fort. Zu seinen Lehrern zählten Robert Suter und Jacques Wildberger (Theorie und Komposition), Peter-Lukas Graf (Flöte) und Felix Hauswirth (Blasorchesterdirektion). Anfangs der 90er Jahre dirigierte er das Orchester der Stadtjugendmusik Zürich.
1989–2006 war er Professor für Blasorchesterdirektion an der Zürcher Hochschule der Künste. 2001 wurde er ans Conservatorio della Svizzera Italiana in Lugano berufen, wo er bis heute als Professor für Blasorchesterdirektion und Musiktheorie tätig ist. Im Jahr 2001 ist er als „Composer-in-Residence“ an der „Southeast Missouri State University“ in Cape Girardeau, Missouri (USA) berufen worden.
Seit 1998 ist er ständiger Dirigent des Sinfonischen Blasorchesters Civica filarmonica di Lugano. Konzertreisen führten ihn als Gastdirigent in zahlreiche Länder Europas, Nord- und Südamerikas. Nebst der umfangreichen Dirigententätigkeit ist er als Experte an nationalen und internationalen Musikwettbewerben tätig.
Kompositorisch widmet er sich vornehmlich dem Medium Blasorchester, in seinem Œuvre finden sich darüber hinaus auch Werke für Sinfonieorchester, Streichorchester, Bläserensemble und Kammermusikwerke. Zahlreiche Werke wurden bereits auf Tonträger eingespielt.
2021 wurde er mit dem Buma International Brass Award der niederländischen Stiftung Buma Cultuur ausgezeichnet.

## Werke

### Werke für Orchester
- 1991–1992 Pastorale d’automne opus 11 alla memoria di Arthur Honegger (1892-1955)
- 1998–2003 Poema alpestre opus 21b - A Tone Poem für Sinfonieorchester
- 1996–2014 Myricae opus 47 - sechs Lieder für Sopran oder Tenor und Sinfonieorchester (Text: Giovanni Pascoli)

### Werke für Blasorchester
- 1979–1993 Ukrainian Rhapsody opus 3
- 1980 Suite ancienne opus 1
- 1981 Festival Fanfare
- 1986 A Festival Anthem opus 6
- 1987 Interlude for Band opus 7
- 1988–1989 Mexican Pictures opus 8 - Suite for Symphonic Band
  1. El Butaquito
  2. Romance Mejicano
  3. Bailaviejo
  4. La Charreada
- 1990 Convergents opus 9a - An Overture for Concert Band
- 1991 Celebration Fanfare
- 1991 Brass Dynamics opus 10a für Brass-Band
- 1991–1993 Dynamic Overture opus 10b
- 1992 Pastorale de Provence opus 12 - Folk Song Suite for Concert Band
  1. La Villageoise (The Village Maiden)
  2. Le petit berger (The Little Shepherd)
  3. La Princesse (The Princess)
  4. Le Lutin (The Imp)
- 1992–1993 Mosaici bizantini opus 14 - Three Symphonic Sketches for Concert Band
  1. The Nativity
  2. The Temple of Jerusalem
  3. Angel of the Resurrection
- 1993 The Idol of the Flies opus 13 - A Tone Poem from Jane Rice für Brass-Band
- 1994 The Haunter of the Dark opus 17a - A Tone Poem from Howard Phillips Lovecraft (1890–1937) für Brass-Band
- 1994–1995 The Haunter of the Dark opus 17b - A Tone Poem from H.P. Lovecraft
- 1995 Harlequin opus 18 - An Overture for Concert Band 1995
- 1996 Jubilee Fanfare
- 1996 Alpina Fanfare
- 1996 Le cortège du roi Renaud opus 19 - Suite for Concert Band
  1. La Porcheronne
  2. La marquise Empoisonnée
  3. La maumariée vengee
  4. La belle engloutie
  5. Le tueur de femmes
- 1997 Leviathan opus 20 - An Apocalyptic Remembrance for Symphonic band
- 1998–1999 Poema alpestre opus 21a - A Tone Poem for Symphonic band
  1. Nebbia
  2. Della Malinconia
  3. Luce Improvvisa
  4. Operationes Spirituales
  5. Alpeggio
  6. Tormenta
  7. Dello Stato Divino
- 1999 Variations on a French Folk Song - (Sur le pont d'Avignon) opus 22
- 2000–2001 Greek Folk Song Suite opus 25 - Suite for Concert Band
  1. O Charalambis
  2. Stu Psiloriti
  3. Vasilikos tha jino
- 2000–2001 Tom Sawyer Suite opus 27 - Five scenes from Mark Twain
  1. Tom Sawyer
  2. Huckleberry Finn (Ring, Ring de Banjo)
  3. Becky Thatcher
  4. Injun Joe
  5. Happy Ending
- 2000–2002 Blue Horizons opus 23b - Three Symphonic Sketches for Concert Band
- 2002 Solemnitas opus 29 - Variations and Fugue on a Swiss Folk Tune
- 2003–2004 Cossack Folk Dances opus 31 - Suite for Concert Band
- 2004 Piccola Suite Italiana opus 32 - Suite for Concert Band
- 2004 Huckleberry Finn Suite opus 33 - Four Scenes from Mark Twain
- 2005 Caucasian Sketches opus 36 - Suite for Concert Band
- 2006 A Joyful Fanfare opus 38/1
- 2006 Bulgarian Dances Part I opus 35
- 2007 A Triumphal Fanfare opus 38/2
- 2007 Renaissance Suite opus 39a - Suite for Concert Band
- 2007–2008 Concerto Rococò opus 40 - for Flute and Wind Orchestra
- 2008 Images of a City opus 42 - an Overture
- 2011 Bulgarian Dances Part II opus 43
  1. Lale li si, zyumbyul li si, gyul li si (Are you a tulip, a hyacinth or a rose)
  2. Oi shope, shope (song from the Shopsko region)
  3. Damba
- 2012 Old Russian Romances opus 44 - Suite for Concert Band
- 2012 Puss in Boots opus 45 - A Tale for Narrator and Wind Orchestra from Charles Perrault
- 2013 Arizona opus 46 - Overture on an Indian Folk Melody
- 2014 Concertino for Clarinet opus 48
- 2015 Colorado opus 49 - Overture on a Traditional Arapaho Folk Song
- 2015 Symphony #1 "The Archangels" opus 50

1. Gabriel, the Messenger of Light
2. Raphael, the Guide of Souls
3. Michael, the Prince of the Heavenly Host
4. Uriel, the Time Keeper

- 2016 Caribbean Symphonette opus 51

1. Bachata
2. Salsa
3. Merengue

- 2016 Equestrian Symphonette opus 52

1. Racing trot
2. Walk
3. Canter and Gallop

- 2016 The White Thrill opus 53 - An Overture
- 2018 Symphony #2 "Views of Edo" opus 54

1. The Pagoda at Zojoji Temple
2. The City Flourishing
3. Temple Gardens at Nippori
4. Cherry Blossoms Along the Tama River
5. Senju Great Bridge

- 2020 Symphony #3 "Urban Landscapes" opus 55

1. The Wrigley Building from Dawn to Noon
2. Blue SIlhouette
3. Cloud Gate

- 2020 Sinfonietta #3 "Zwölfmalgreien Sketches" opus 56

1. City Life
2. Mountain Shadows
3. Classic Vineyards

- 2021 Suite Siciliana opus 57b

1. Intrada
2. Pavana
3. Gavotta
4. Barcarola
5. Tambourin
6. Siciliana
7. Tarantella

### Kammermusik
- 1980 Fantaisie opus 2 - for alto saxophone and piano
- 1982–83 Divertimento opus 4 - for double wind quintet (2/2/2/2-2)
- 1993 Aubade opus 15 - for alto saxophone and sting quartet
- 2000 Flute Trio opus 24 - for three flutes
- 2001 Flute Quartet opus 26 - for four flutes
- 2002 The Three Little Pigs opus 28 - a musical tale for children, for narrator and wind quintet (1/1/1/1-1)
- 2003 2nd Flute Quartet opus 30 - for four flutes
- 2003 Le cortège du roi Renaud opus 19b - for for double wind quintet (2/2/2/2-2)
- 2005 The Bremen Town Musician opus 34 - a musical tale for children, for narrator and wind quintet (1/1/1/1-1)
- 2006 Modal Studies opus 37 - for solo flute
- 2012 Puss in Boots opus 41 - a musical tale for children, for narrator and wind quintet (1/1/1/1-1)
- 2020 Pastorale de Provence opus 12b - for for double wind quintet (2/2/2/2-2)
- 2020 Suite siciliana opus 57a - for for double wind quintet (2/2/2/2-2)
- 2021 Greek Folk Dances opus 58a - for for double wind quintet (2/2/2/2-2)